# Калимера (рибарска мрежа)
Калимера је врста специјалне подизне рибарске мреже која се користи на ушћу реке Бојане на 
Скадарском језеру и Ади Бојани поред Улциња (Црна Гора). Калимере на Бојани првенствено се користе за лов укљеве, али и за јегуље и .

## Историја
Рибарска оруђа која су некада коришћена за риболов на Скадарском језеру углавном су прављена од материјала из
природе. Зона емерзне и периодично плављене вегетације дала је основу и материјал за израду најразличитијих плетених замки, најчешће од прућа. Најстарије оруђе за риболов била је врша која је прављена од прућа и грања врбе. Била је у облику крушколике корпе са два отвора. Кроз мањи риба улази у вршу, а већи има поклопац и служи за вађење рибе.
Осим врше, у прошлости је у овим крајевима коришћено десетак различитих алата за риболов. Многи од њих, међу којима је и калимера, користе се традиционално и данас.

## Конструкција калимере
Калимера је врста подизне рибарске мреже. То је квадратна мрежа величине 5×5 м, понекад и већа. Направљена је од лана, памука, свиле или најлона. Углови мреже су закачени за унакрсно постављене и на доле закривљене дрвене штапове који су постављени на дугом држачу. То је фиксни риболовни алат на коме држач функционише као полуга за повлачење калимере. Углавном се поставља на местима где се риба сакупља у великим јатима. Примарно се користи за лов укљеве.
Калимере имају механизам за подизање и спуштање, који чини специфична дрвена конструкција величине 5×8 м. Уз калимеру се најчешће поставља и рибарска кућица, која се поставља на дрвену платформу постављену на дрвеним шиповима у реци. У новије време праве се и монтажно-демонтажне подизне конструкције и платформе.
Велике фиксиране калимере смештене су на обали и могу бити величине 30×30м.

### Подизне рибарске мреже
Подизне мреже су хоризонталне рибарске мреже које се урањају на одређену дубину, остављају неко време које је потребно да јако светло или мамац привуку ризбу изнад мреже, а затим се подижу из воде. Ове мреже могу бити доста велике. Састоје се од хоризонталне мреже уоквирене дрвеним или металним рамом или вреће у облику паралелепипеда, пирамиде или конуса, са отвором према горе. Њима се обично управља из стационарних инсталација смештених уз обалу или на посебне платформе у води. Савременијим подизним мрежама управља се помоћу ручног или моторног витла, а некада су системи за подизање механизовани.

## Рибарење калимерама
Калимера се користи најчешће за лов укљеве. Калимерама се риба лови тако што се уроне у воду, где се остављају одређено време, потребно да мамац привуче рибу. Затим се нагло подижу, вертикално према површини, носећи са собом рибе које јој се нађу на путу.

### Лов укљеве калимерама
Лов укљеве калимерима је карактеристично за криптодепресије али и за ушћа и обале језерских притока, као и на улазним деловима језерских залива. Велике фиксиране калимере, величина 30×30м, су смештене на обалама
Радушког и Каручког залива на Скадарском језеру, док се за риболов на другим местима користе мање и преносне калимере, величне мреже 5×5м. Овај риболовни алат се користи и за дневни и за ноћни лов.
Мање преносне калимере спуштају се у воду, испод нивоа јата укљеве, где остају 1-3 сата. После тога се подижу, хватајући јата риба која се налазе изнад мреже. За једну ноћ на добро одабраном месту малим калимерама може се ухватити 400 – 500 кг укљеве као и друге „шкарт” рибе (рибарствено неинтересантних врста). Мале калимере извлаче се ручно.
Прниципи на ком ради велика калимера исти је као код мале, изузев што је велика фиксираа и што за извлачење мреже користи електрични мотор и сајле уместо људског рада. У једном повлачењу може се ухватити 0,4 – 4 тоне укљеве, али око 30% „шкарта”. Међутим, догађа се да се извуче и по 10 тона из једног повлачења. Овај алат се користи за индустријски комерцијални лов у Радушу и Каручу.
Осим калимере, за лов укљеве се користе и други алати, између осталих и гриб, такође један од традиционалних алата. Рибарење помоћу гриба и калимере су уједно и најјефтинији начини лова укљеве.

## Нематеријално културно наслеђе
Калимере представљају јединствено и аутентично наслеђе Црне Горе, као део традиционалног живота и облик привређивања, а рибарење њима и умеће њихове израде својеврсно културно наслеђе. Ријеч је о објектима који су уједно и јединствена туристичка атракција, али и знаменитост Улциња. Рибарење калимерама и саме калимере су елемент културног идентитета града и заједница које у њему живе. Зато је Управа за заштиту културних добара Црне Горе уврстила рибарење калимерама у регистар Нематеријалног културног наслеђа Црне Горе.
- Galerija slika